# It Pays to Be Kind
It Pays to Be Kind è un cortometraggio muto del 1912 diretto da G.T. Evans.

## Produzione
Il film fu prodotto dalla Eclair American

## Distribuzione
Distribuito dalla Universal Film Manufacturing Company, il film - un cortometraggio in una bobina - uscì nelle sale cinematografiche statunitensi il 19 marzo 1912.